# Raúl Viver
Raúl Antonio Viver (Guayaquil, Ecuador, 17 de marzo de 1961) es un extenista y entrenador ecuatoriano. Es conocido por ser el capitán del equipo ecuatoriano de Copa Davis desde 1994.

## Carrera
Se coronó campeón del mundo junior en 1979 gracias a su victoria en el Orange Bowl. En su carrera como profesional alcanzó el puesto 94 del ranking ATP en individuales , mientras que en dobles alcanzó el puesto 184. En torneos de Grand Slam logró su mejor resultado en el 
Roland Garros 1986, cuando llegó a los cuartos de final de dobles mixtos con la argentina Mariana Pérez Roldán. 
En el circuito ATP, fue semifinalista en Bogotá 1979 y cuartofinalista en Kitzbühel 1984, Gstaad 1985 y Buenos Aires 1985.
En la Copa Davis, disputó un total de 28 partidos desde 1978 a 1990, logrando 15 victorias y 13 derrotas. Jugó tres años en el grupo mundial (1984, 1985 y 1986) avanzado a los cuartos de final en 1985.
Entre sus logros más destacados como capitán del equipo ecuatoriano está la clasificación al Grupo Mundial de 2001, ganándole a Gran Bretaña en el legendario Wimbledon en el 2000, también están las clasificaciones al Grupo Mundial de 2010 y 2021, derrotando a Brasil en la repesca de 2009 y a Japón en el 2020, respectivamente.

## Títulos Challenger

### Individuales (3)
| N.º | Fecha                   | Torneo                         | Superficie    | Oponente en la final | Resultado     |
| --- | ----------------------- | ------------------------------ | ------------- | -------------------- | ------------- |
| 1.  | 31 de julio de 1988     | Neu-Ulm, Alemania Occidental   | Tierra batida | Stefan Eriksson      | 7–5, 6–2      |
| 2.  | 13 de octubre de 1991   | Pembroke Pinos, Estados Unidos | Tierra batida | Jimmy Brown          | 6–3, 1–6, 7–6 |
| 3.  | 17 de noviembre de 1991 | São Paulo, Brasil              | Tierra batida | Gabriel Markus       | 7–6, 3–6, 6–3 |

### Dobles (3)
| N.º | Fecha                    | Torneo            | Superficie    | Pareja       | Oponente en la final        | Resultado     |
| --- | ------------------------ | ----------------- | ------------- | ------------ | --------------------------- | ------------- |
| 1.  | 23 de agosto de 1982     | Bruselas, Bélgica | Tierra batida | Alberto Tous | David Graham Laurie Warder  | 3–6, 6–3, 7–5 |
| 2.  | 13 de junio de 1983      | Brescia, Italia   | Tierra batida | Iván Camus   | Dacio Campos Eduardo Oncins | 6–2, 5–7, 6–4 |
| 3.  | 11 de septiembre de 1988 | Nyon, Suiza       | Tierra batida | Hugo Núñez   | Jan Apell Veli Paloheimo    | 2–6, 6–4, 6–1 |